# Sonic the Hedgehog 2 (8 біт)
Sonic the Hedgehog 2 (яп. ソニック・ザ・ヘッジホッグ２, Сонікку дза Хедзіхоґґу Цу:, укр. Їжак Сонік 2) — відеогра серії Sonic the Hedgehog у жанрі платформер, випущена восени 1992 року для 8-бітної консолі Sega Master System та 8-бітної кишенькової системи Sega Game Gear. Пізніше проєкт не раз переносили на різноманітні ігрові платформи кількох поколінь та ввійшов у склад кількох збірок.
Гра є сиквелом 8-бітної Sonic the Hedgehog. За сюжетом лиходій доктор Роботнік на очах у Соніка викрадає Тейлза, і їжак поспішає на допомогу другові. Ігровий процес майже не був змінений та ідентичний своєму попереднику: гравець повинен пройти ряд рівнів, збираючи на шляху золоті кільця та знищуючи ворогів.
Sonic the Hedgehog 2 була розроблена компанією Aspect Co.. Після виходу гра отримала позитивні відгуки від преси. З переваг сиквелу оглядачі називали графіку та ігровий процес, але піддавали критиці високу складність проходження рівнів. Попри високі оцінки, проєкту не вдалося завоювати велику популярність серед фанатів через слабі продажі консолей Master System і Game Gear. В 1993 році вийшов сиквел Sonic the Hedgehog Chaos (Sonic & Tails в Японії).

## Ігровий процес

Сонік перемагає Меха Соніка наприкінці зони «Scrambled Egg». Після цієї битви гравець побачить одну з двох кінцівок гри. У лівому верхньому куті ілюстрації показано час та загальну кількість кілець, а лівий нижній кут показує загальну кількість життів

Sonic the Hedgehog 2 є жанровим платформером, виконаним у двовимірній графіці. Сюжет гри відрізняється від 16-бітної версії на Mega Drive/Genesis: доктор Роботнік на очах у їжака Соніка викрадає лисеня Тейлза, і головний герой поспішає на допомогу другові. Існує дві кінцівки гри. У першій гравець, який закінчив гру повністю, із зоною «Crystal Egg», побачить «хорошу» кінцівку, в якій Сонік та Тейлз спочатку біжать разом, а потім бачать свої портрети на тлі зоряного неба. У «звичайній» кінцівці їжак біжить один, а потім бачить на тлі зоряного неба портрет свого партнера.
Ігровий процес практично нічим не відрізняється від свого попередника: Сонік має пройти сім ігрових зон («Under Ground», «Sky High», «Aqua Lake», «Green Hills», «Gimmick Mt.», «Scrambled Egg» і «Crystal Egg»), кожна з яких поділена на три акти та заповнена певними ворогами-роботами, званими бадниками (англ. Badnik). Персонаж може атакувати лиходіїв за допомогою стрибка або шляхом згортання в колючий клубок. На рівнях розкидані золоті кільця. Вони є захистом від ворогів, а при зборі в 100 штук гравцеві дається додаткове життя. Якщо Соніку буде завдано шкоди, він втратить всі кільця, без них при повторному нападі персонаж може загинути. Крім кілець, на рівнях розкидані численні бонуси, що зберігаються у спеціальних моніторах, наприклад, тимчасова невразливість або додаткове життя. На кожній локації прихований один Ізумруд Хаосу (всього їх у грі шість), збір яких впливає на сюжет. Шостий смарагд дається гравцеві після перемоги у битві з роботом Меха Соніком. Проходження кожного акта обмежено десятьма хвилинами; в залежності від витраченого на проходження часу в кінці акту гравцеві присуджуються бонуси у вигляді додаткових очок, кілець або життя. У разі смерті персонажа гра починається заново або з контрольної точки. Якщо все життя буде втрачено, гра буде закінчена. Для завершення проходження акта гравець повинен торкнутися таблички із зображенням Роботніка; наприкінці третього акту проходить битва з босом - бадником, Меха Соніком і самим докторем Роботніком.

## Розробка та вихід гри
Гра була розроблена компанією Aspect Co. за підтримки Sega. Sonic the Hedgehog 2 значно відрізняється від свого 16-бітного варіанту по ігрового процесу та сюжету. Проте в обох версіях з'явилися лисеня Тейлз і робот-андроїд Меха Сонік. Більшість рівнів команда створила з нуля, у той час, як «Green Hills» був розроблений на основі найпершої зони з Sonic the Hedgehog, а особливий рівень - «Special Stage», в сиквелі не з'явився. Незначні зміни було внесено до ігрового процесу. Тепер Сонік може знову зібрати частину втрачених ним кілець або пробивати деякі стіни для швидшого проходження.
Музичний супровід до гри написали японські композитори Наофумі Хатая, Масафумі Оґата та Томонорі Савада (за сумісництвом також відповідав за спецефекти). Надалі всі вищезгадані музиканти брали участь у написанні треків для наступних проєктів франшизи. Оґата і Хатая знову написали саундтрек до Sonic the Hedgehog CD, зокрема вони використали мелодію «Green Hills Zone» для створення композиції «Sonic — You Can Do Anything», а Савада відповідав за музику до аркади Sonic Riders.
Анонс проєкту відбувся влітку 1992 року. Гра демонструвалася на виставці CES влітку 1992. Sonic the Hedgehog 2 вийшла для консолей Master System і Game Gear у жовтні 1992 року. Між ними є кілька відмінностей у музиці та плануванні рівнів. Крім того, на портативній приставці вузькіший екран, а в основній — висока палітра кольору. Крім оригінальної версії існує безліч портів для консолей різних поколінь. Платформер був перевиданий на Wii та Nintendo 3DS за допомогою сервісу Virtual Console, а також з'явився на Windows та Nintendo GameCube як мінігра в Sonic Adventure DX: Director’s Cut. 8-бітна Sonic the Hedgehog 2 також доступна у збірнику Sonic Gems Collection для GameCube та PlayStation 2.

## Оцінки та відгуки
| Агрегатор    | Оцінка                  |
| ------------ | ----------------------- |
| GameRankings | 73,33 % (SMS) 50 % (GG) |

| Видання     | Оцінка                |
| ----------- | --------------------- |
| AllGame     | (SMS) · (GG) · (Wii)  |
| GamePro     | 4,625/5 (GG)          |
| GamesRadar+ | 6/10 (SMS/GG)         |
| IGN         | 8/10 (SMS) 8/10 (Wii) |

Від ігрової преси Sonic the Hedgehog 2 отримала найвищі оцінки. За даними сайту GameRankings, середня оцінка платформера становить 73,33% для консолі Master System та 50% для Game Gear, а на MobyRank 86 балів із 100 можливих для Master System та 73 бали для Game Gear. Незважаючи на позитивні відгуки, грі, на відміну від 16-бітної версії, не вдалося завоювати належну популярність через погані продажі консолей. Тим не менш, в 1993 в квітневому номері журналу Electronic Gaming Monthly проєкт був названий кращою портативною грою 1992, а в 2012 зайняв 5 місце в списку «Кращих ігор для Sega Game Gear всіх часів» за версією сайту GamesRadar.
Позитивний відгук залишили представники журналу Mean Machines. Пол Девіс і Джулліан Рігнелл похвалили розробників за виправлені в другій частині недоліки першої Sonic the Hedgehog і назвали продовження «найкращою грою на Master System». Рецензент з Mega Zone захоплено відгукувався про геймплей. У своєму огляді Стюарт Кларк звернув увагу на великі відмінності Sonic 2 для 8-бітних консолей і 16-бітної приставки Mega Drive/Genesis; він заявив, відмінності не заважають версії для Master System «залишатися класикою» та бути «переможцем». Представник Sega Force з розумінням відгукнувся про рішення Sega створити окрему гру Sonic the Hedgehog 2 для менш слабких приставок замість портування оригіналу з подальшим погіршенням якості.
Критик із GamePro на прізвисько The Unknown Gamer у своїй рецензії приділив особливу увагу геймплею та вражаючій графіці для гри на портативній консолі. Співробітник Sega Force розкритикував платформер за високий рівень складності та назвав її «жорсткою». Однак цей недолік трохи вплинув на підсумкову оцінку: версія для Master System отримала 92%, а порт для Game Gear - 93%. Про проєкт позитивно відгукувався журналіст із французького журналу Mega Force.
Критики загалом позитивно оцінили перевидання гри у сервісі Virtual Console. Лукас Томас із сайту IGN поставив проєкту 8 балів із 10 можливих. Журналіст у висновку пише наступне: «Більшість власників Wii будуть скидати з рахунків цю версію Sonic the Hedgehog 2 на Virtual Console лише тому, що вони [гравці] просто сплутають або помилково подумають, що це порт із Genesis і поступається він у технічному плані. Але це не так. …Зробіть ласку і завантажте цей дорогоцінний камінь ранніх літ Соніка». У журналі Nintendo Life рецензент порадив пройти сиквел шанувальникам серії, які не познайомилися з 8-бітними іграми. Стриманий відгук залишив критик із GamesRadar Джастін Тауелл. У своїй статті він пише, що хоча Sonic the Hedgehog 2 свого часу і був високо оцінений пресою, але графічне оформлення перетворило його на найслабшу 2D гру з Соніком.

### Вплив
У 1993 року було випущено продовження Sonic the Hedgehog Chaos (Sonic & Tails у Японії). За сюжетом гри доктор Роботнік викрав червоний Ізумруд Хаосу, інші розвіялися по Південному Острову, через що цей острів почав опускатися в море. Їжак Сонік і лисеня Тейлз наважуються зупинити лиходія і повернути дорогоцінне каміння.
Як і в 16-бітному варіанті Sonic the Hedgehog 2, гра від Aspect представила нового персонажа в серії лиса Тейлза. З тих пір лис з'являвся в наступних іграх про Соніка, а в двох проєктах на консолі  Game Gear — Tails' Skypatrol і Tails Adventure - отриав головну роль. Сюжет Sonic the Hedgehog 2 разом із файтингом Sonic the Fighters були пізніше адаптовані в Sonic the Hedgehog від Archie Comics (№ 268-271).